# Tentativa de golpe de Estado nos Camarões em 1984
Uma tentativa de golpe de Estado ocorreu nos Camarões em 1984 quando os guardas do palácio presidencial tentaram, sem sucesso, derrubar o presidente Paul Biya, resultando em combates que começaram em 6 de abril de 1984 e terminaram vários dias depois. A tentativa de golpe é amplamente vista como um dos eventos mais importantes na história dos Camarões desde a independência em 1960. 

## Histórico
Depois de quase 23 anos como presidente dos Camarões Ahmadou Ahidjo renunciou por razões pouco claras em novembro de 1982 e foi sucedido pelo primeiro-ministro Paul Biya. Apesar de sua renúncia, Ahidjo permaneceu presidente da União Nacional dos Camarões (UNC), o partido no poder, e manteve enorme influência política. Embora a renúncia de Ahidjo fosse voluntária e ele estivesse inicialmente satisfeito em ver Biya tomar seu lugar como presidente (ainda que Biya fosse cristão do sul e Ahidjo fosse muçulmano do norte), uma luta pelo poder entre os dois se desenvolveu em 1983. Ahidjo tentou afirmar sua supremacia argumentando que o partido deveria tomar decisões políticas e que o Estado deveria simplesmente implementá-las, porém Biya, por sua vez, apontou que a constituição atribuía a responsabilidade pela determinação das políticas ao presidente da República. Ahidjo partiu para o exílio em julho de 1983 e, em 22 de agosto de 1983, Biya acusou publicamente Ahidjo de conspirar um golpe, ao mesmo tempo em que destituiu dois principais partidários de Ahidjo — o primeiro-ministro Maigari Bello Bouba e o ministro de Estado das Forças Armadas Maikano Abdoulaye — do governo. Ahidjo criticou amargamente Biya do exílio, acusando-o de paranoia e desgoverno, e renunciou como presidente da UNC. Em fevereiro de 1984, ele foi condenado à morte in absentia pelo suposto envolvimento no complô golpista de 1983, embora a sentença tenha posteriormente sido comutada em prisão perpétua por Biya.
No início de abril de 1984, o presidente Biya ordenou a transferência de todos os guardas do palácio presidencial provenientes da região norte do país, predominantemente muçulmana, provavelmente porque havia sido alertado sobre um complô golpista envolvendo esses soldados. Os membros dissidentes da guarda do palácio reagiram prontamente à ordem se rebelando contra a Biya; os líderes golpistas podem ter sido forçados a lançar sua tentativa de golpe prematuramente devido à ordem de Biya para transferir os soldados da capital, Yaoundé. Depois de vários dias de combates pesados em Yaoundé, os partidários de Biya derrotaram os rebeldes. As estimativas do número de mortes variaram de 71 (de acordo com o governo)  a cerca de 1 000. Mais de 1 000 dissidentes acusados foram presos pouco depois, e 35 deles foram imediatamente condenados à morte e executados. O governo declarou um estado de emergência que durou seis meses em Yaoundé e na região circundante.
Embora Ahidjo não estivesse abertamente envolvido na tentativa de golpe, acreditou-se amplamente que ele havia planejado do exílio.  O fracasso do golpe de Estado foi seguido pela consolidação total do poder por Biya que, em 1985, relançou a UNC como Movimento Democrático do Povo Camaronês (MDPC).